# Море Мрії

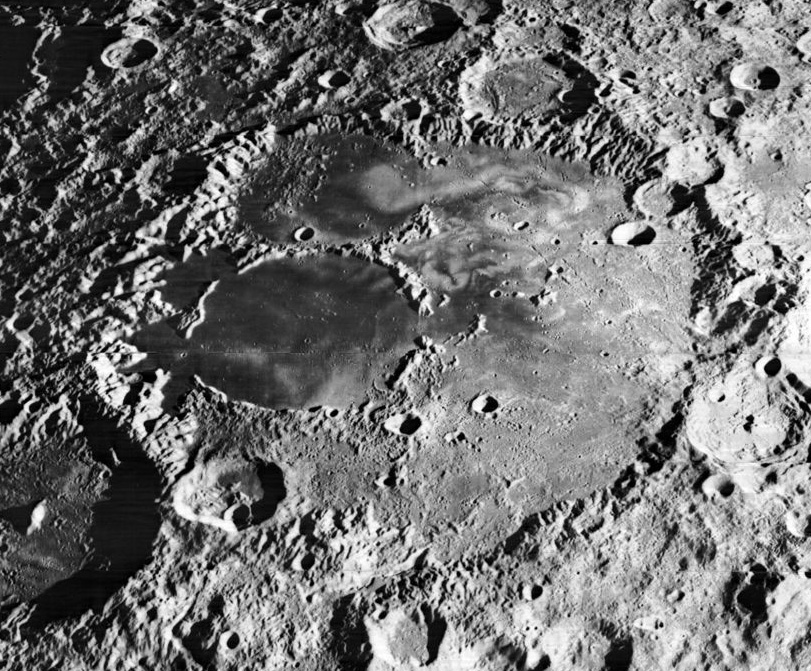
Басейн Моря Мрії. Добре видно кільцевий вал. Знімок зонда Lunar Orbiter 2 (1966), погляд із півночі.

Море Мрії (лат. Mare Ingenii) — невелике море на зворотному боці Місяця. Розмір — близько 250 км, координати центра — 33°12′ пд. ш. 164°48′ сх. д. / 33.2° пд. ш. 164.8° сх. д. Лежить у басейні діаметром 320 км, розташованому на західному краю басейну Південний полюс — Ейткен.

## Назва
Назва «Море Мрії» (рос. Море Мечты) дана на честь апарата «Луна-1» («Мрія»). Вона з'явилася на карті, складеній за першими знімками зворотного боку Місяця, отриманими 1959 року космічним апаратом «Луна-3». Ця карта вийшла 1960 року і того ж року для цієї назви було запропоновано латинський відповідник Mare Desiderii. Іншим можливим перекладом було Mare Somniorum, але це створювало би плутанину з Озером Сновидінь (Lacus Somniorum). Врешті-решт 1961 року Міжнародний астрономічний союз за пропозицією Марсела Міннарта затвердив назву Mare Ingenii, що означає «Море Розуму».
Спочатку ця назва стосувалася значно більшого об'єкту: всього басейну Південний полюс — Ейткен. Але в другій половині 1960-х років апарати серії Lunar Orbiter зробили значно кращі знімки, і при їх інтерпретації цей басейн не виділили як варту уваги деталь — він надто зруйнований і не має чітких меж та суцільного лавового покриву. Тому 1971 року назву Mare Ingenii перенесли на об'єкт цієї статті — значно меншу ділянку в межах басейна. На нього перейшла й назва «Море Мрії».

## Опис
В басейні Моря Мрії лежать два великі кратери: 117-кілометровий Томсон та 114-кілометровий Томсон M. Вони залиті темною лавою і разом з кількома сусідніми темними ділянками складають власне море. Є в басейні й інші кратери, найбільші з яких — 54-кілометровий Зелінський та 22-кілометровий Обручев X.
Південно-західна частина Моря Мрії примітна яскравими ділянками в формі звивистих стрічок з розмитими межами (місячні вири) — загадковими об'єктами, що трапляються і в деяких інших місцях Місяця.
Поверхня Моря Мрії лежить на 3,3–3,9 км нижче за місячний рівень відліку висот. Одна з вершин валу його басейну (на заході) височіє над морем на 9 км; в інших місцях цей вал набагато нижчий.
Басейн Моря Мрії утворився в донектарському періоді, а лава, що його вкриває, виверглася в пізньоімбрійській епосі. Згідно дослідження 2009 року, підрахунок кратерів у морі вказує на два епізоди залиття його лавою: 3,51 та 3,20 млрд років тому.